# كودي لونجو
كودي لونجو (بالإنجليزية: Cody Longo)‏ (و. 1987  م) هو ممثل أفلام، ومغني، وموسيقي أمريكي، ولد في ليتلتون.

## وصلات خارجية
- كودي لونجو على موقع IMDb (الإنجليزية)
- كودي لونجو على موقع ألو سيني (الفرنسية)
- كودي لونجو على موقع أول موفي (الإنجليزية)
- كودي لونجو على موقع قاعدة بيانات الأفلام السويدية (السويدية)
- كودي لونجو على موقع قاعدة بيانات الفيلم (الإنجليزية)
- كودي لونجو على موقع كينوبويسك (الروسية)